# Crestmore Heights (Kalifornija)
Crestmore Heights je naseljeno područje za statističke svrhe u američkoj saveznoj državi Kalifornija. Prema popisu stanovništva iz 2010. u njemu je živjelo 384 stanovnika.